# Бродовский, Марк Максимович
Марк Максимович Бродовский (1861, Одесса — 1919) — российский журналист. Издатель (с 1889 года) ежегодного «Календаря для писателей, литераторов и издателей», составитель популярных литературных пособий и справочников.
Окончил Царскосельскую гимназию. Студент-вольнослушатель Московского университета (1880—1884), литературной деятельностью занимался с конца 1870-х годов. Работал провизором, сотрудник кассы взаимопомощи литераторов.

## Избранное

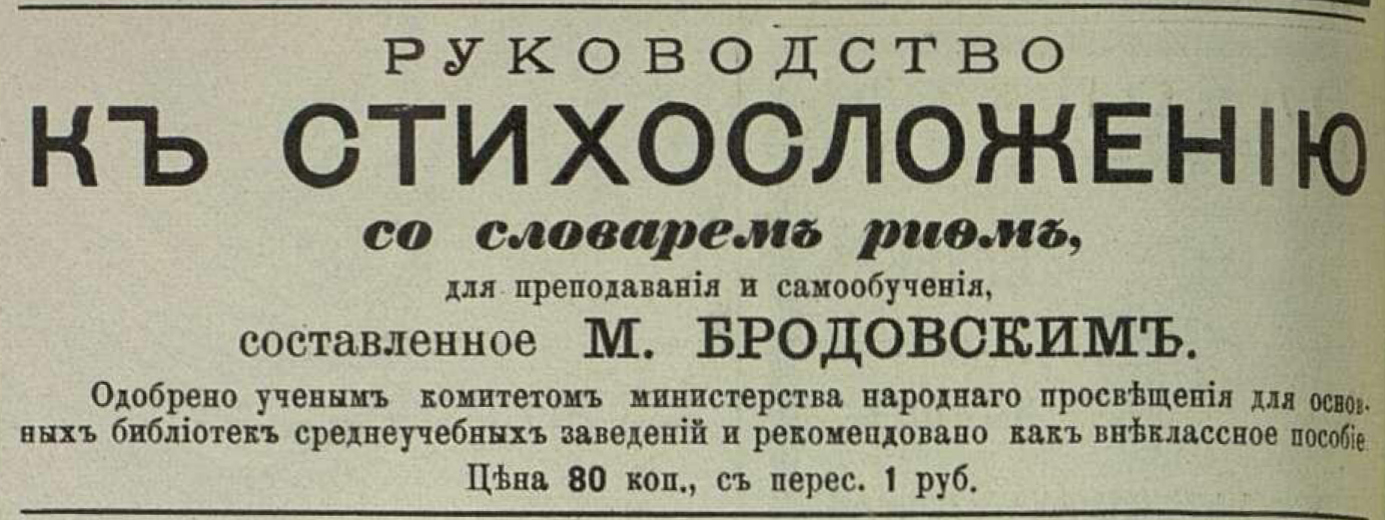
Реклама руководства
к стихосложению, 1894 год.

- Руководство к стихосложению (СПб, 1887)
- Практическое руководство к технике сочинения (СПб, 1888)